# Blesingia
Blesingia is een geslacht van wantsen uit de familie van de Miridae (Blindwantsen). Het geslacht werd voor het eerst wetenschappelijk beschreven door Carvalho & Gross in 1982.

## Soorten
Het genus bevat de volgende soorten:

- Blesingia cantrelli (Carvalho & Gross, 1982)
- Blesingia fasciatipennis (Poppius, 1921)
- Blesingia grandis (Carvalho & Gross, 1982)
- Blesingia gularis Carvalho & Gross, 1982
- Blesingia mamai (Schuh, 1984)
- Blesingia promeceops (Schuh, 1984)
- Blesingia tamborinea (Carvalho & Gross, 1982)